# Suzucho Karatedo
Suzucho Karatedo (鈴長空手道) là tên một hệ phái Karatedo ở Việt Nam do võ sư Suzuki Choji sáng lập vào năm 1963. Suzucho Karatedo còn được đọc theo tên gọi phiên âm Hán Việt là Linh Trường Không Thủ Đạo.